# Liste der Biografien/Van V
Liste der Biografien |
Portal Biografien |
V Personensuche
# |
A |
B |
C |
D |
E |
F |
G |
H |
I |
J |
K |
L |
M |
N |
O |
P |
Q |
R |
S |
T |
U |
V |
W |
X |
Y |
Z |
?
 
Va |
Vd |
Ve |
Vh |
Vi |
Vj |
Vl |
Vn |
Vo |
Vr |
Vs |
Vt |
Vu |
Vy
 
Vaa |
Vab |
Vac |
Vad |
Vae |
Vaf |
Vag |
Vah |
Vai |
Vaj |
Vak |
Val |
Vam |
Van |
Vap |
Vaq |
Var |
Vas |
Vat |
Vau |
Vav |
Vaw |
Vax |
Vay |
Vaz
 
Van A |
Van B |
Van C |
Van D |
Van E |
Van F |
Van G |
Van H |
Van I |
Van K |
Van L |
Van M |
Van N |
Van O |
Van P |
Van Q |
Van R |
Van S |
Van T |
Van U |
Van V |
Van W |
Van Y |
Van Z

Vana |
Vanb |
Vanc |
Vand |
Vane |
Vang |
Vanh |
Vani |
Vanj |
Vank |
Vanl |
Vanm |
Vann |
Vano |
Vanp |
Vanq |
Vanr |
Vans |
Vant |
Vanu |
Vanv |
Vanw |
Vany |
Vanz
Die Liste der Biografien führt alle Personen auf, die in der deutschsprachigen Wikipedia einen Artikel haben. Dieses ist eine Teilliste mit 32 Einträgen von Personen, deren Namen mit den Buchstaben „Van V“ beginnt.

## Van V

### Van Va
- Van Vaerenbergh, Gustaf (* 1933), belgischer Radrennfahrer
- Van Vaerenbergh, Gustave (1873–1927), belgischer Bildhauer
- Van Valen, Leigh (1935–2010), US-amerikanischer Biologe
- Van Valin, Robert D. Jr. (* 1952), US-amerikanischer Linguist
- Van Valkenburg, Mac (1921–1997), US-amerikanischer Elektroingenieur
- Van Valkenburgh, Blaire (* 1952), US-amerikanische Paläontologin
- Van Valkenburgh, Deborah (* 1952), US-amerikanische Film- und Theaterschauspielerin
- Van Valkenburgh, Franklin (1888–1941), US-amerikanischer Offizier
- Van Valkenburgh, Robert B. (1821–1888), US-amerikanischer Offizier und Politiker
- Van Varenberg, Kristopher (* 1987), US-amerikanischer Filmschauspieler

### Van Ve
- Van Vechten, Abraham (1762–1837), britisch-amerikanischer Jurist und Politiker
- Van Vechten, Carl (1880–1964), US-amerikanischer Fotograf und SchriftstellerCarl Van Vechten (1880–1964)

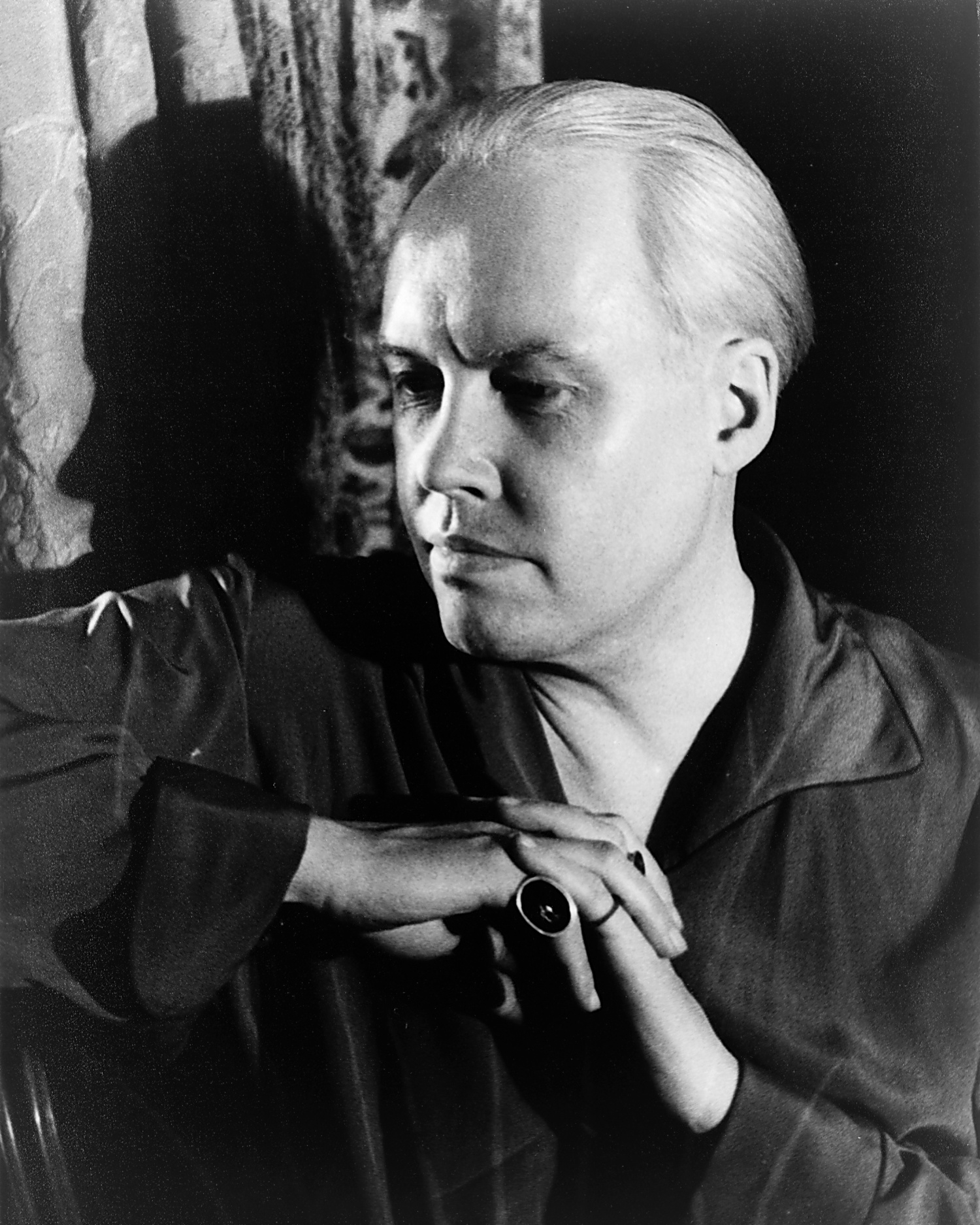
Carl Van Vechten (1880–1964)

- Van Velden, Brooke (* 1992), neuseeländische Politikerin der Partei ACT New Zealand
- Van Velthoven, Yvan (* 1970), belgischer Snookerspieler

### Van Vi
- Van Vierst, André (1904–1991), französischer Radrennfahrer

### Van Vl
- Van Vleck, Edward Burr (1863–1943), US-amerikanischer Mathematiker
- Van Vleck, John Monroe (1833–1912), US-amerikanischer Astronom
- Van Vlierberghe, Albert (1942–1991), belgischer Radrennfahrer
- Van Vlierberghe, Frans (* 1954), belgischer Radrennfahrer
- Van Vliet, Carolyne (1929–2016), niederländisch-amerikanische Physikerin und Hochschullehrerin
- Van Vliet, John H. (1914–2000), US-amerikanischer Heeresoffizier

### Van Vo
- Van Vogt, Alfred Elton (1912–2000), kanadisch-amerikanischer Science-Fiction-AutorAlfred Elton van Vogt (1912–2000)

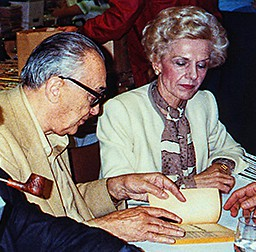
Alfred Elton van Vogt (1912–2000)

- Van Volckxsom, Philippe (1897–1939), belgischer Eishockeyspieler, Eisschnellläufer und Ruderer
- Van Volxem, Gaston (* 1895), belgischer Eishockeyspieler
- Van Vooren, Steven (* 1986), belgischer Straßenradrennfahrer
- Van Voorhis, H. Clay (1852–1927), US-amerikanischer Politiker
- Van Voorhis, John (1826–1905), US-amerikanischer Politiker
- Van Vorhes, Nelson H. (1822–1882), US-amerikanischer Politiker
- Van Vossel, Simon (* 1979), belgischer Shorttracker

### Van Vr
- Van Vreckom, Remi (1943–2000), belgischer Radrennfahrer
- Van Vrekhem, Georges (1935–2012), belgischer Journalist, Poet und Dramatiker

### Van Vu
- Van Vugt, Jolene (* 1980), kanadische Motocrossfahrerin